# イチビキ
イチビキ株式会社（英: ICHIBIKI CO., LTD.）は、愛知県に本社を置く調味料メーカーである。ブランドステートメントは「おいしさスマイル」。

## 社名の由来
「イチビキ」の商標は、明治末期から大正にかけて行われた北海道での大豆の買い付けが由来とされる。当時、大豆の品質を調べる際、「サシ」と呼ばれる鉄の半円筒を俵に刺し、中の大豆を取り出して良品のみに荷印を打って粗悪品と区別していた。大津屋（おおつや。現在のイチビキ株式会社）の荷印は「スッキリ引いた一本棒」で、これを「一引き」（いちびき）と呼ばれるようになり、商標および社名の基となった。

## 沿革
- 1772年（安永元年） - 醸造株をもとに豊橋でみそ・たまりしょうゆの醸造業を始める[3]
- 1900年（明治33年） - 中村兄弟商会の名前でみそ・たまりしょうゆの製造、販売を行う[3]
- 1908年（明治41年） - 中村式醤油麹製造法の特許を取得[3]
- 1911年（明治44年） - 愛知県宝飯郡御油町（現豊川市）に工場を建設（現第1工場）[3]。日本最大級のみそ仕込桶「丈三桶」完成[3]
- 1914年（大正3年） - 味噌溜醤油製麹法の特許を取得[3]。愛知県知多郡横須賀町（現東海市）に工場を建設（現第2工場）[3]
- 1919年（大正8年）4月23日 - 「大津屋株式会社」を設立[3]。愛知県豊橋市に工場を建設（現第3工場）[3]
- 1923年（大正12年）- 御油町に研究所を設立[3]
- 1925年（大正14年） - 名古屋に販売拠点を開設[3]
- 1928年（昭和3年） -  製麹装置の特許を取得[3]
- 1930年（昭和5年） - 東京方面への市場開拓が始まる
- 1935年（昭和10年） - 一升びん詰、甘露溜販売
- 1948年（昭和23年） - 岐阜県関市に小金田工場が完成（旧第4工場）[3]
- 1955年（昭和30年） - 米みその製造を開始する（現第1工場）[3]
- 1959年（昭和34年） - みそ500 gポリ袋[3]、1 ㎏ポリ詰新発売。「うまい!」創刊号発刊[3]
- 1960年（昭和35年） - 「つゆの素」発売[3]。おさしみ溜300 ml発売[3]
- 1961年（昭和36年） - 大津屋株式会社から「イチビキ株式会社」に社名変更[3]。商標統一、黒イチビキを廃止し、赤イチビキに統一[3]。デラックスつゆの素 発売
- 1963年（昭和38年） - 名古屋市熱田区に本社新社屋を新設し移転[3]。デラックスみそ1 ㎏詰発売。しょうゆJAS認定工場となる[3]
- 1964年（昭和39年） - みそ500 gカップ詰発売[3]
- 1965年（昭和40年） - みそ1 ㎏カップ詰発売。新コマーシャル・ソング誕生「イチビキの歌」 歌手:いしだあゆみ[3]
- 1966年（昭和41年） - 金撰、優撰、優撰（甘）最上 発売[3]
- 1967年（昭和42年） - ミックスみそ詰発売[3]。しょうゆ卓上びん発売[3]
- 1968年（昭和43年） - 赤だし1 ㎏詰発売[3]
- 1972年（昭和47年） - 第3工場仕込み倉火災[3]。翌年、新工場建設[3]
- 1976年（昭和51年） - 金山寺みそ発売[3]。濃厚あま酒発売[3]
- 1977年（昭和52年） - ひやむぎつゆ発売[3]。即席みそ汁発売[3]
- 1984年（昭和59年） - ストレートつゆ3品発売（ひやむぎつゆ、そうめんつゆ、そばつゆ）[3]
- 1985年（昭和60年） - 第2工場 食品工場を新設[3]
- 1986年（昭和61年） - レトルト殺菌設備の導入[3]
- 1988年（昭和63年） - バイオリアクターを利用した新しい味噌製造法開発[3]
- 1990年（平成2年） - 「長熟二度仕込みしょうゆ」発売[3]。水煮豆製品を各種発売
- 1993年（平成5年） - 「献立いろいろつゆ」発売[3]
- 1995年（平成7年） - 「献立いろいろみそ」発売[3]
- 1998年（平成10年） - 「赤飯おこわ」発売[3]
- 2000年（平成12年） - ISO 9001を全社で取得[3]。無添加国産生みそ発売。ストレート鍋つゆ発売[3]
- 2001年（平成13年） - 第2工場:つゆ工場を新設[3]。大津屋㈱：通信販売事業を開始
- 2003年（平成15年） - 無添加国産しょうゆ発売[3]。小麦を使わない丸大豆しょうゆ発売[3]
- 2009年（平成21年） - カネカ食品株式会社を子会社化[3]。豊橋市に商品開発・技術開発の拠点[3]、技術開発棟を新設
- 2012年（平成24年） - 名古屋市熱田区に営業棟を新設[3]。ISO 22000を全工場で取得[3]。塩糀、しょうゆ糀発売[3]
- 2013年（平成25年） - 密封ボトルしょうゆ発売[3]
- 2016年（平成28年） - 農業法人:（株）イチビキファームを設立[3]

## 事業所

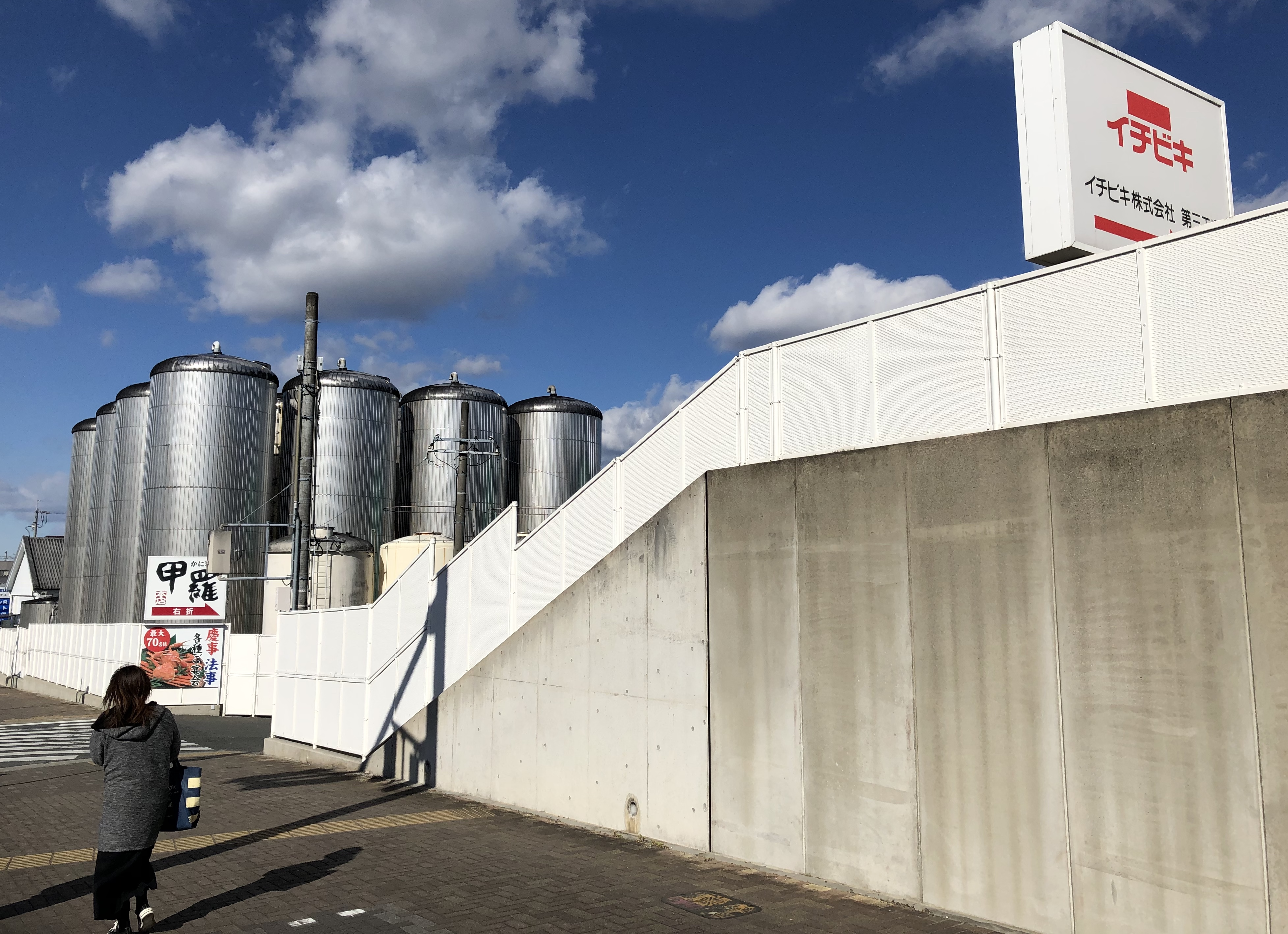
第3工場（豊橋市）

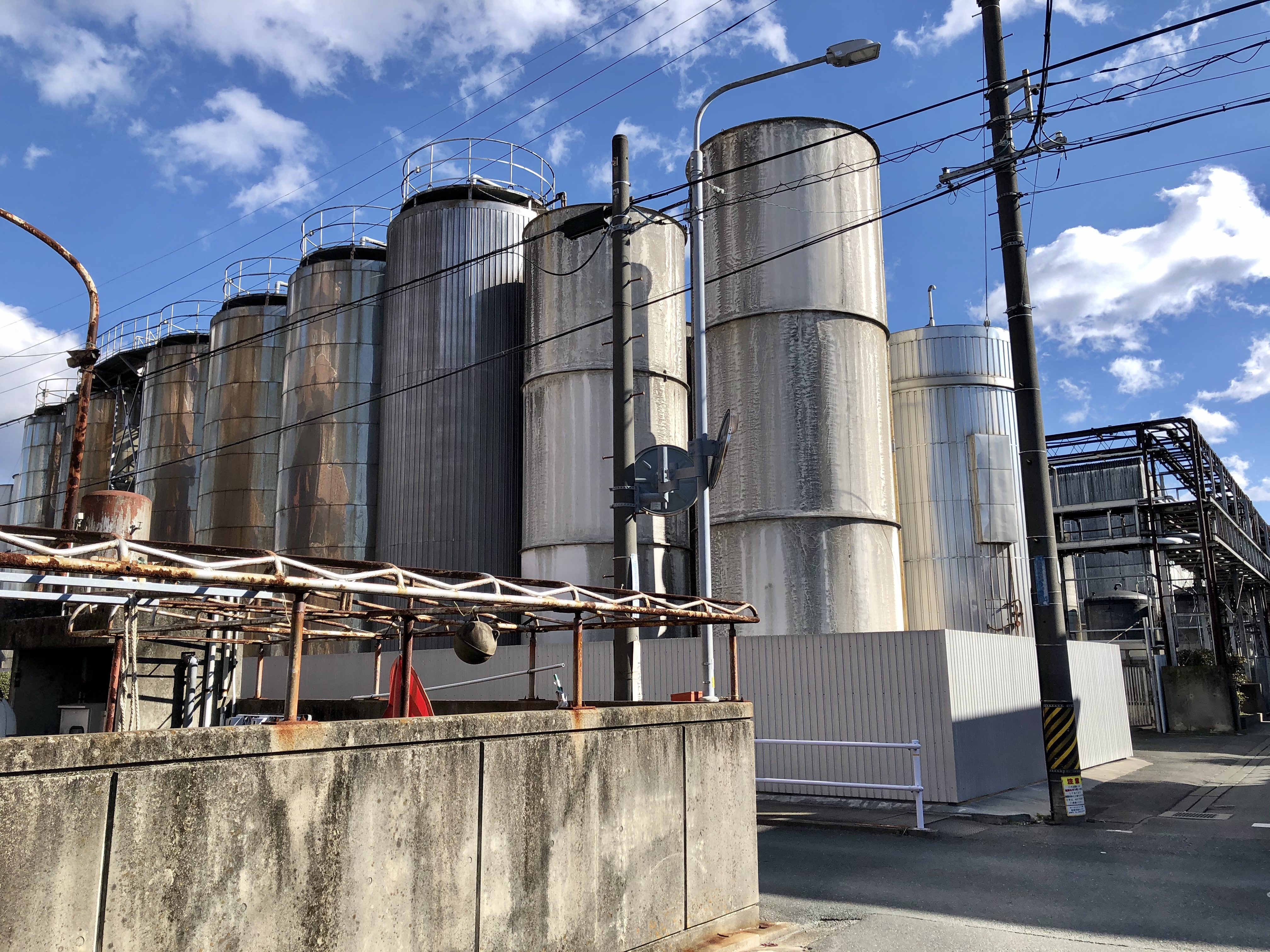
第3工場（豊橋市）

本社・名古屋支店・業務用営業部（中部）
愛知県名古屋市熱田区新尾頭1-11-6
関東支店・業務用営業部（東日本）
東京都大田区中央8-28-8
北海道営業所
北海道札幌市厚別区大谷地東1-3-23 山勇ビル4F
北関東営業所
栃木県宇都宮市宿郷1-15-6 THE ESSENCEビル2F
静岡営業所
静岡県静岡市葵区新通1-9-10 クイン・コアビル1F
北陸営業所
石川県金沢市高畠3-124 五高ビル2F
近畿支店・業務用営業部（西日本）
大阪府大阪市淀川区東中島1-18-22 新大阪丸ビル別館7F
中四国営業所
広島県広島市東区光町1-12-16 広島ビル2F
九州営業所
福岡県福岡市博多区博多駅東2-9-13 東福ビル4F
マーケティング本部
愛知県豊橋市花田町字絹田110-2
第1工場
愛知県豊川市御油町美世賜210
第2工場
愛知県東海市高横須賀町烏帽子35-1
第3工場
愛知県豊橋市花田町字斉藤1

### 子会社

#### カネカ食品株式会社
カネカ食品本社
岐阜県岐阜市柳津町下佐波6-45
カネカ食品流通センター工場
岐阜県岐阜市柳津町流通センター1-7-6
カネカ食品茜部工場
岐阜県岐阜市茜部菱野1-122

## 主な商品
- 醤油
  - 本醸造
  - 無添加
  - おさしみ溜
  - 二段仕込み
  - 減塩
  - 土づくりからはじめた有機シリーズ
  - 小麦を使わない丸大豆しょうゆ
- 味噌
  - 無添加
  - 土づくりからはじめた有機シリーズ
- 味噌加工品
  - 献立いろいろみそ
    - ライバル商品にナカモ株式会社が製造・販売する『つけてみそかけてみそ』がある。
    - ユニー等の地場スーパー限定で大容量サイズを販売している。

  - みそかつソース
- 調味料
  - 麺つゆ
  - 鍋つゆ
  - 赤から 鍋つゆ
  - 鍋ソース
- 食品
  - おこわ用材料セットシリーズ
  - ミックス豆

## スポンサー番組

### テレビ
- ぐっさん家 （東海テレビ）
- キャッチ! （中京テレビ）-  火・木・金曜16時台

#### 過去
- NNNニューススポット （中京テレビ）
- 名古屋テレビニュース （名古屋テレビ）

上記の2番組では、提供クレジット画面で商品の写真を出すことでCMに代えていた。現在はCBCテレビにおいて、JNNフラッシュニュースに提供中。

### ラジオ
- 宮地佑紀生の聞いてみや〜ち（東海ラジオ） - 13時台後半の天気予報

## 過去のCMキャラクター
- 清水ミチコ
- 竹中直人
- 春風亭小朝